# Hokatu
Hokatu est un village de l’île de Ua Huka, dans l’archipel des Marquises, en Polynésie française.

## Géographie
C’est le plus petit des trois villages de l’île, et le plus à l’est, à quatre kilomètres de Hane. Sa baie dispose d’un bon mouillage, dans un petit port naturel.

## Culture
Il est réputé pour ses sculpteurs sur bois, et on y trouve un centre artisanal où l’on peut acheter les productions des habitants.
On y trouve également trois musées, qui tournent autour du même thème :
- le musée de géologie ;
- le musée de la pierre ;
- le musée des pétroglyphes.

Ils sont ouverts sur demande, lorsque les touristes de l’Aranui viennent visiter le village.
Au fond de la vallée, on peut visiter un paepae (fondations d’un village de l’ancienne civilisation marquisienne).

## Environnement
Le cheval des Marquises est présent en liberté sur cette vallée.